# Нэш, Мэри
Мэри Нэш (англ. Mary Nash; 15 августа 1888, Трой — 3 декабря 1976) — американская актриса театра и кино.

## Биография
Мэри Райн родилась 15 августа 1888 года. Училась в Американской академии драматического искусства в Нью-Йорке. С 1905 по 1932 год выступала на Бродвее. Её партнёрами по сцене были Этель и Джон Бэрримор, будущий режиссёр Джон Кромвель и Бэзил Рэтбоун.
После первого опыта в двух немых фильмов в 1915 и 1916 году она вернулась в кино в 1934 и снялась до 1946 года в 23 американских фильмах. Две её самых известных роли были в фильмах «Хейди» в 1937 и «Маленькая принцесса» в 1939, с юной Ширли Темпл. Кроме того, она играет мать героини Кэтрин Хепбёрн в фильме «Филадельфийская история» (1940), наряду с Кэри Грантом и Джеймс Стюартом.
Умерла 3 декабря 1976 года.

## Избранная фильмография
- 1936 — Приди и владей
- 1937 — Лёгкая жизнь
- 1938 — Город мальчиков
- 1940 — Филадельфийская история
- 1943 — Человеческая комедия